# Tulbing
Tulbing osztrák mezőváros Alsó-Ausztria Tullni járásában. 2022 januárjában 3191 lakosa volt.

## Elhelyezkedése

Tulbing a Tullni járásban

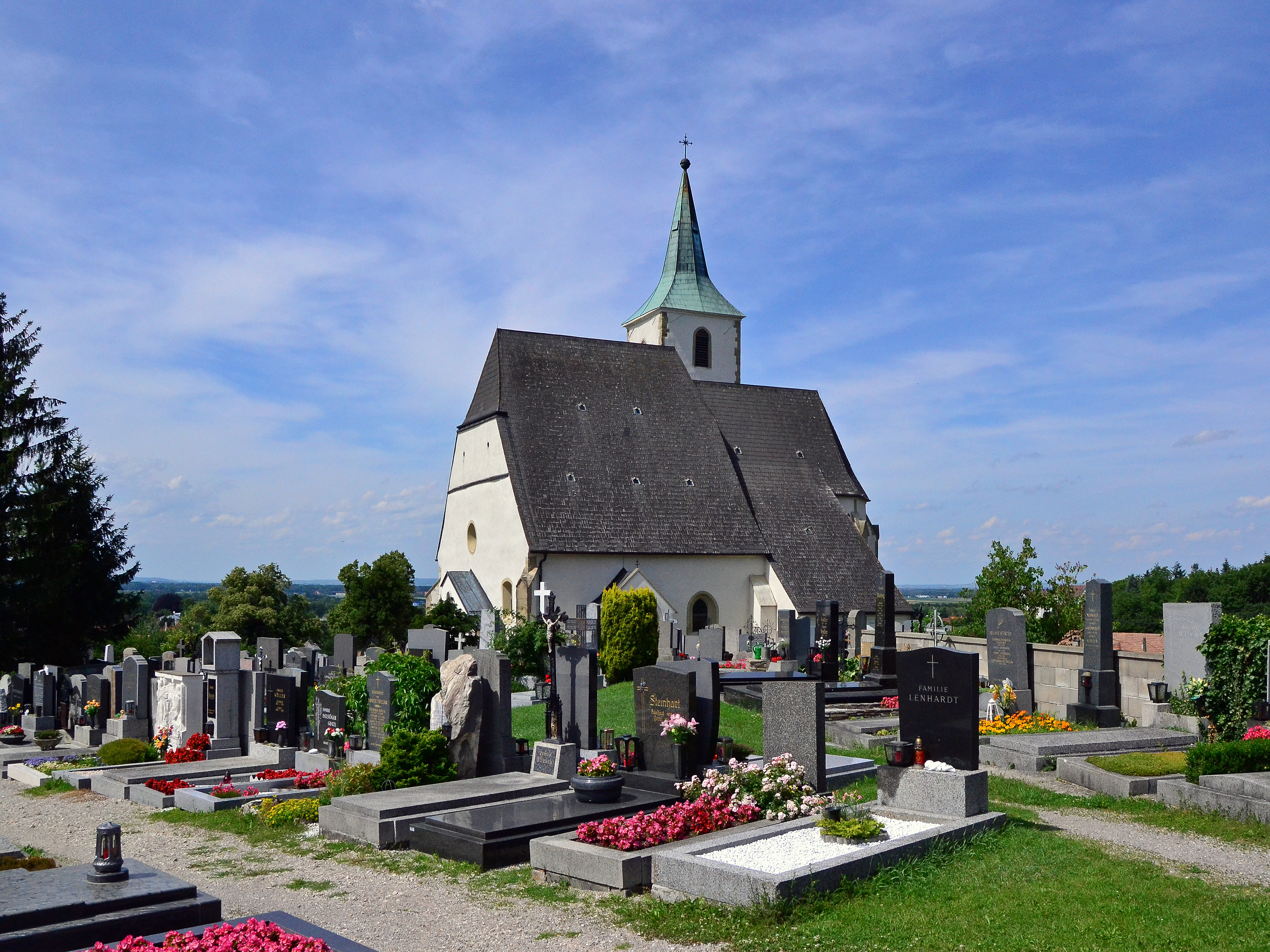
A Szt. Mór-plébániatemplom

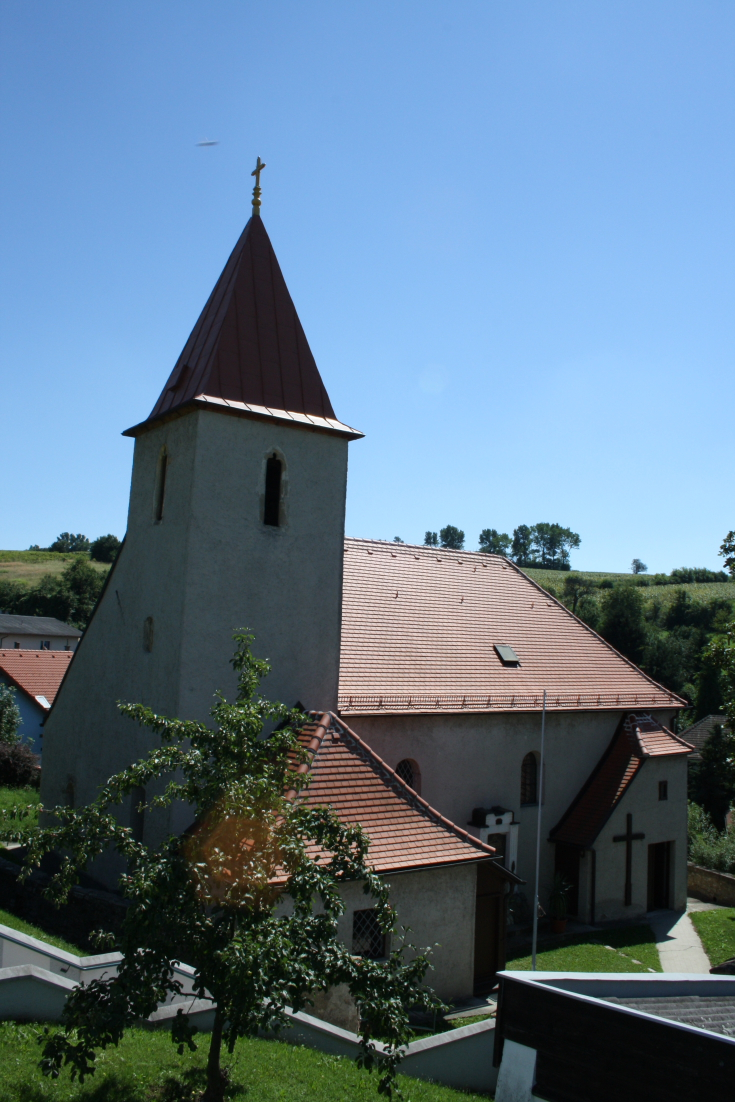
A Szt. Egyed-plébániatemplom

Tulbing a tartomány Mostviertel régiójában fekszik a Tullni-medence és a Bécsi-erdő találkozásánál, a Hauptgraben patak mentén. Területének 39,4%-a erdő, 42,8% áll mezőgazdasági művelés alatt. Az önkormányzat 5 települést egyesít: Chorherrn (183 lakos 2022-ben), Katzelsdorf (1044), Tulbing (960), Tulbingerkogel (280) és Wilfersdorf (724).
A környező önkormányzatok: nyugatra Sieghartskirchen, északra Tulln an der Donau, keletre Königstetten, délkeletre Mauerbach, délre Gablitz.

## Története
Tulbingot (Tulpingun formában) 1109-ben említik először a seitenstetteni bencés kolostor alapítólevelében. A 11. századtól a passaui püspöknek is voltak itt birtokai; többek között övé volt a vár, amely a plébániatemplomtól kb. 100 m-re délkeletre, egy dombon állt. A várat 1590-ben földrengés döntötte romba, köveit a tullni kapucinus kolostor építésénél használták fel. Helyén 1683-ban kastély épült.
A falut Bécs 1529-es első török ostroma idején elpusztították és 150 évvel később, a második ostrom idején is kifosztották a törökök. 1826-ban a seitenstetteni apát eladta itteni veszteséges földbirtokait.
Tulbingot 1996-ban emelték mezővárosi rangra.

## Lakosság
A tulbingi önkormányzat területén 2022 januárjában 3191 fő élt. A lakosságszám 1961 óta gyarapodó tendenciát mutat. 2020-ban az ittlakók 94,1%-a volt osztrák állampolgár; a külföldiek közül 1,4% a régi (2004 előtti), 2,9% az új EU-tagállamokból érkezett. 1,1% az egykori Jugoszlávia (Szlovénia és Horvátország nélkül) vagy Törökország, 0,6% egyéb országok polgára volt. 2001-ben a lakosok 75,5%-a római katolikusnak, 3,4% evangélikusnak, 1% ortodoxnak, 1,7% mohamedánnak, 16,2% pedig felekezeten kívülinek vallotta magát. Ugyanekkor 5 magyar élt a mezővárosban; a legnagyobb nemzetiségi csoportot a németek (94,4%) mellett a szerbek alkották 1,1%-kal.
A népesség változása:

| 2016 | 2 918 |
| 2018 | 2 971 |

## Látnivalók
- a tulbingi kastély
- a Szt. Mór-plébániatemplom
- a chorherrni Szt. Egyed-plébániatemplom
- a Leopold Figl-kilátó

## Fordítás
- Ez a szócikk részben vagy egészben  a   Tulbing című német Wikipédia-szócikk ezen változatának fordításán alapul.  Az eredeti cikk szerkesztőit annak laptörténete sorolja fel. Ez a jelzés csupán a megfogalmazás eredetét és a szerzői jogokat jelzi, nem szolgál a cikkben szereplő információk forrásmegjelöléseként.